# 1599 en santé et médecine
| Années de la santé et de la médecine : 1596 - 1597 - 1598 - 1599 - 1600 - 1601 - 1602    |
| Décennies de la santé et de la médecine : 1560 - 1570 - 1580 - 1590 - 1600 - 1610 - 1620 |

Cet article présente les faits marquants de l'année 1599 en santé et médecine.

## Événements
- La confrérie Saint-Côme et Saint-Damien des médecins, chirurgiens et apothicaires de Tarragone, en Catalogne, est érigée en collège par le roi Philippe II[1].
- À Montpellier, l’hôpital Saint-Éloi, « établi à l’origine hors les murs, dans le faubourg de Lattes, [et] déplacé en 1577 intra-muros en raison des guerres de Religion et de l’insécurité permanente, [est] installé définitivement à l’emplacement de l’ancienne faculté des arts (École mage), rue de l’Université actuelle[2] ».

## Publications
- 20 décembre : le Parlement de Paris, renouvelant ses arrêts de 1590, ordonne aux docteurs de la faculté de médecine de rédiger « un dispensaire […] que les apothicaires à Paris doivent tenir en leurs boutiques », mais la Faculté ne se mettra sérieusement au travail qu'à partir de 1623, et n'achèvera son Codex medicamentarius seu Pharmacopea Parisiensis qu'en 1637[3].
- Appelé à se prononcer sur un cas de possession démoniaque, celui de Marthe Brossier, Michel Marescot, Premier médecin du roi Henri IV, publie sans nom d'auteur un Discours véritable sur le fait de Marthe Brossier[4] où il conclut à l'imposture[5].
- Bernardo Vargas Machuca (es) (1557-1622) publie sa Milicia y descriptión de las Indias, véritable « guide du conquistador » qui traite, entre autres sujets, des connaissances médicales et des remèdes nécessaires en campagne[6],[7].

## Naissances
- Octobre : Jacques Mentel (mort en 1670), professeur à la faculté de médecine de Paris[8].
- 15 novembre : Werner Rolfinck (mort en 1673), médecin, naturaliste, chimiste et botaniste allemand[9].
- Ephraïm Bueno (mort en 1665), médecin et éditeur portugais[10].

## Décès
- 22 avril : Lorenz Scholz von Rosenau (né en 1552), médecin et botaniste allemand[11].
- 7 novembre : Gaspare Tagliacozzi (né en 1545), médecin italien[12].